# Jardin botanique de Porto
Le jardin botanique de Porto est situé dans les jardins de Quinta do Campo Alegre ou Casa dos Andresen, dans le quartier de Lordelo do Ouro, à  Porto, au Portugal.

## Histoire
En 1895, João Henrique Andresen acquiert Quinta do Campo Alegre. C'est ce négociant en vins de Porto qui a récupéré les jardins, imposant le style romantique dominant à l'époque. Deux membres de cette illustre famille bourgeoise de Porto devinrent des écrivains célèbres : Sophia de Mello Breyner et Ruben A.. Ce dernier vivait en fait à Quinta do Campo Alegre, ses souvenirs étant un document historique important de l'époque. À la mort de la matriarche de la famille, le jardin est abandonné.
L'État prit possession de la ferme en 1949, la transformant en 1951 en Jardin Botanique de Porto. Depuis, sa gestion est assurée par la Faculté des Sciences de Porto et par l'Institut Gonçalo Sampaio de Botanique (aujourd'hui disparu). L'actuel responsable du jardin est le professeur Paulo Farinha Marques, succédant à une descendante de la famille Andresen, l'architecte paysagiste Teresa Andresen. 
Avec la création du périphérique intérieur et les accès au Centro Desportivo Universitário do Porto, le domaine a perdu 8 de ses 12 hectares. En compensation, ce jardin est rejoint par la Quinta dos Burmester, avec 1,8 hectare.

### Maison Andresen
Sophia de Mello Breyner a vécu dans cette maison une grande partie de son enfance et de sa jeunesse. Son cousin et écrivain Ruben A. a également grandi dans cette maison. Dans Histórias da Terra e do Mar, Sophia de Mello Breyner décrit sa vie dans le domaine :

« Tudo na casa era desmedidamente grande (...) até ao enorme átrio (...) no qual se podia armar o esqueleto da baleia que há anos repousava empacotado em numerosos volumes, nas caves da Faculdade de Ciências. »

Jusqu'en 2010, le bâtiment faisait partie de la Faculté des sciences de l'Université de Porto. En 2017, la Casa Andresen a ouvert la Galerie de la biodiversité du Musée d'histoire naturelle et des sciences de l'Université de Porto, un musée du réseau des sciences vivantes, sur la vie sur Terre, l'évolution et la biodiversité. L'exposition présente un ensemble de 49 modules et installations d'exposition, dont beaucoup ont été développés ou adaptés spécifiquement pour son exposition permanente, organisés en 15 grands thèmes à travers lesquels sont abordés les aspects les plus variés de la diversité biologique et culturelle existante.

## Composition
Le Jardin Botanique comprend actuellement :
- Un jardin historique composé de trois parties distinctes (Roseiral, Jardim dos Jotas et Jardim do Peixe), séparées par des camélias,
- Deux bassins dont un avec des nénuphars,
- Des serres, dont une pour les cactées et une pour les plantes tropicales,
- Un jardin de cactées et autres plantes grasses,
- des espaces d'arbres centenaires et de diverses espèces végétales rares et/ou exotiques.

## Galerie

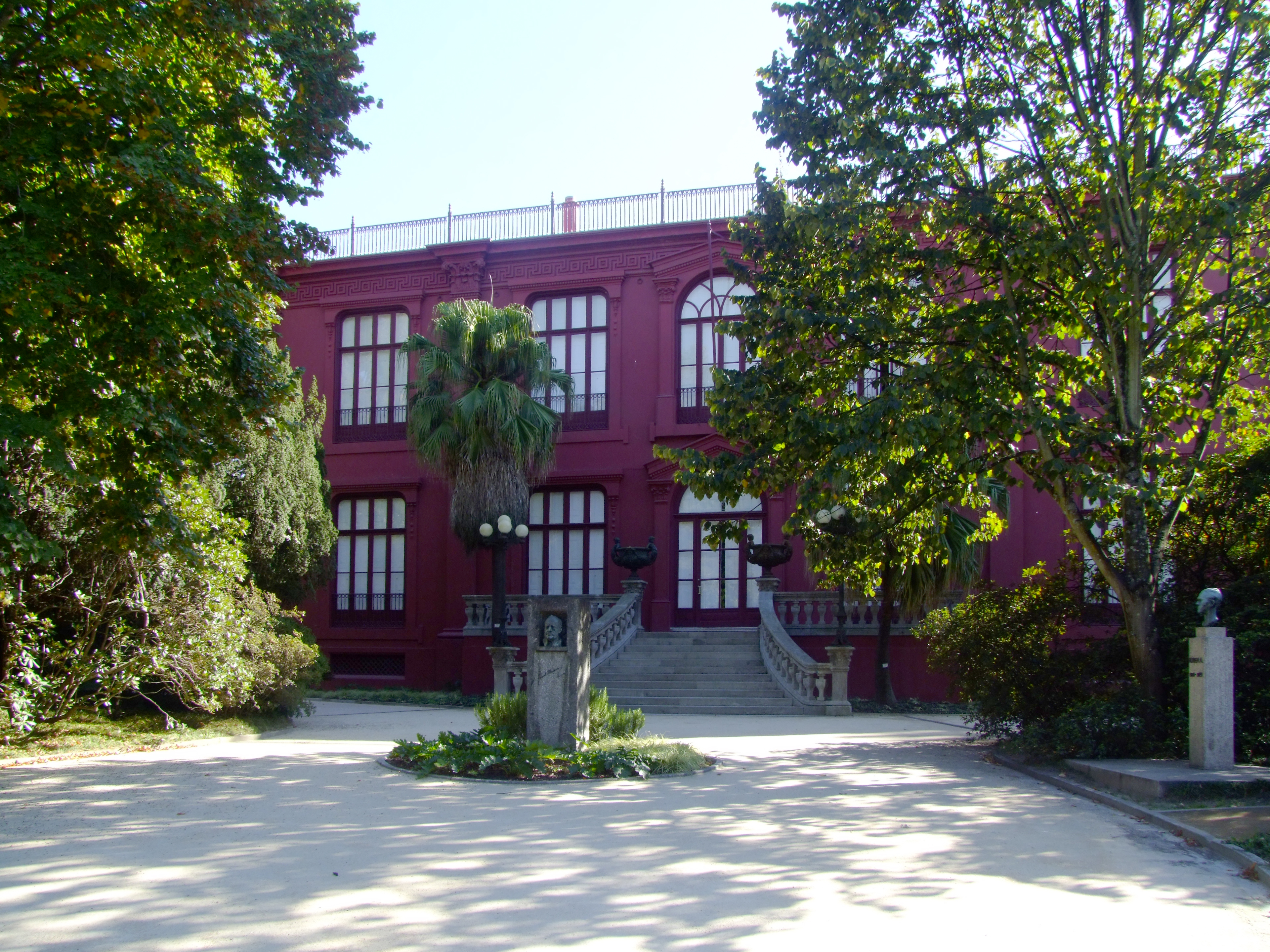
Entrée et Maison Andresen
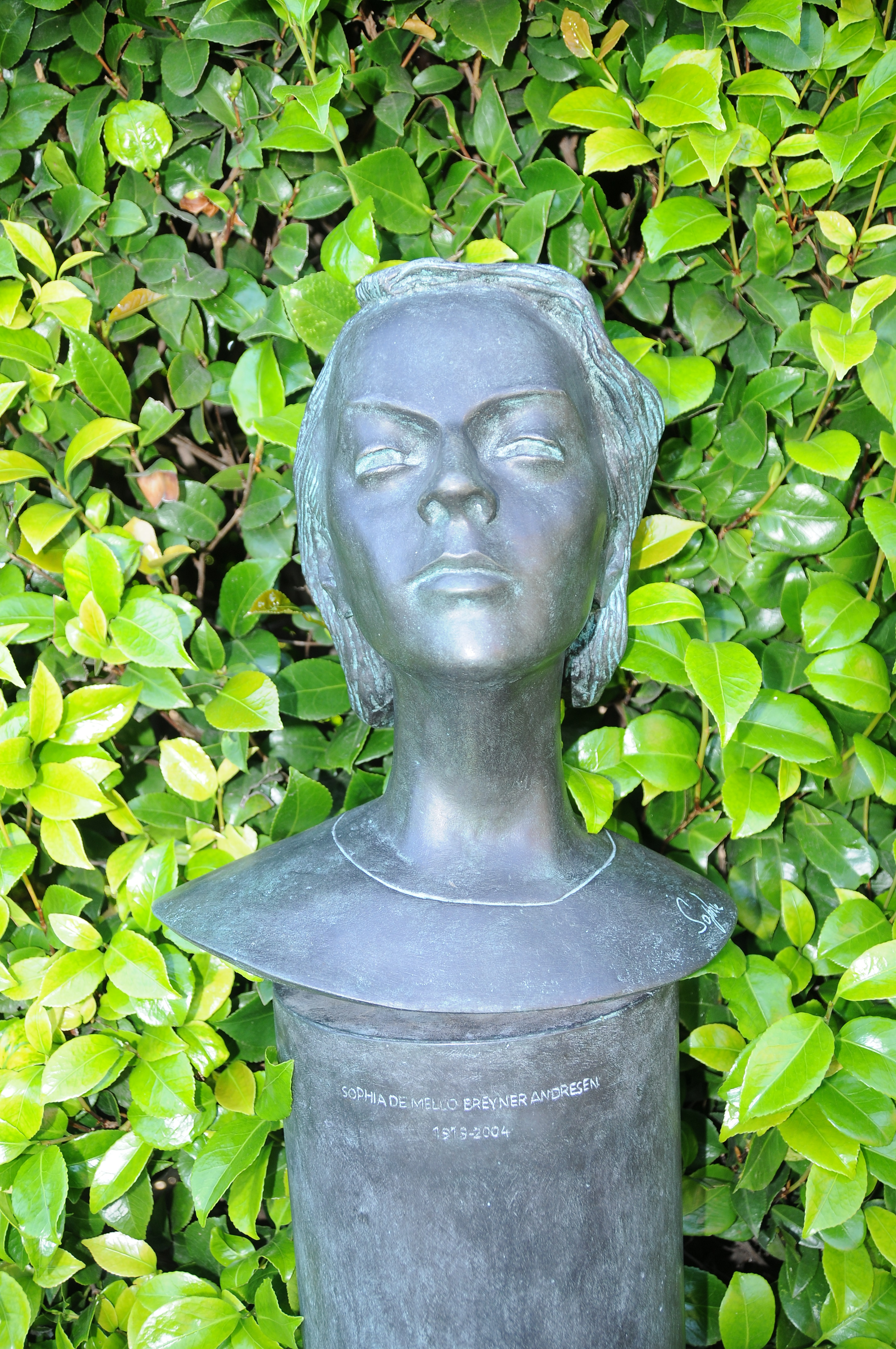
Buste de la poétesse Sophia de Mello Breyner Andresen
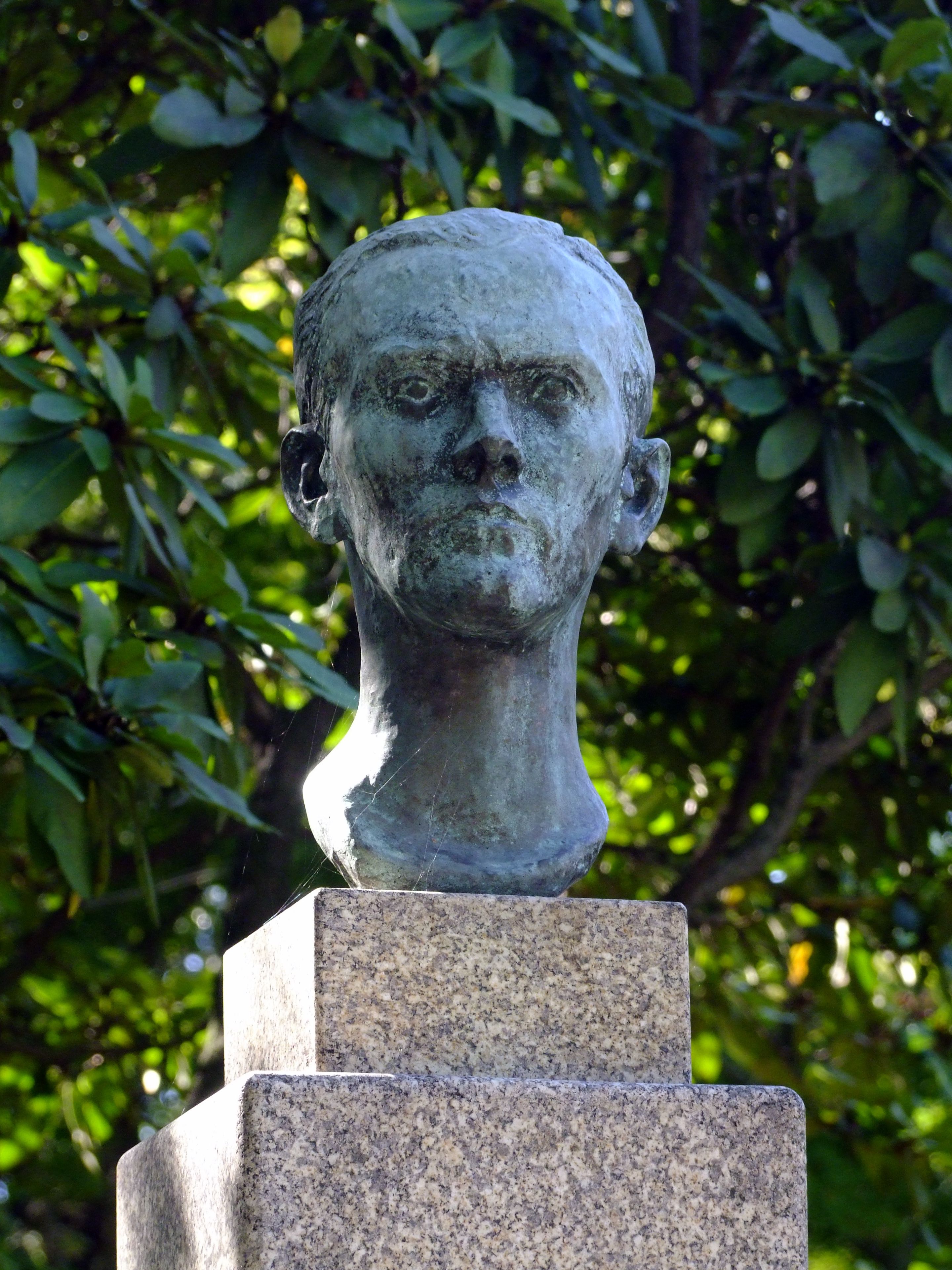
Buste de l'écrivain Ruben A.
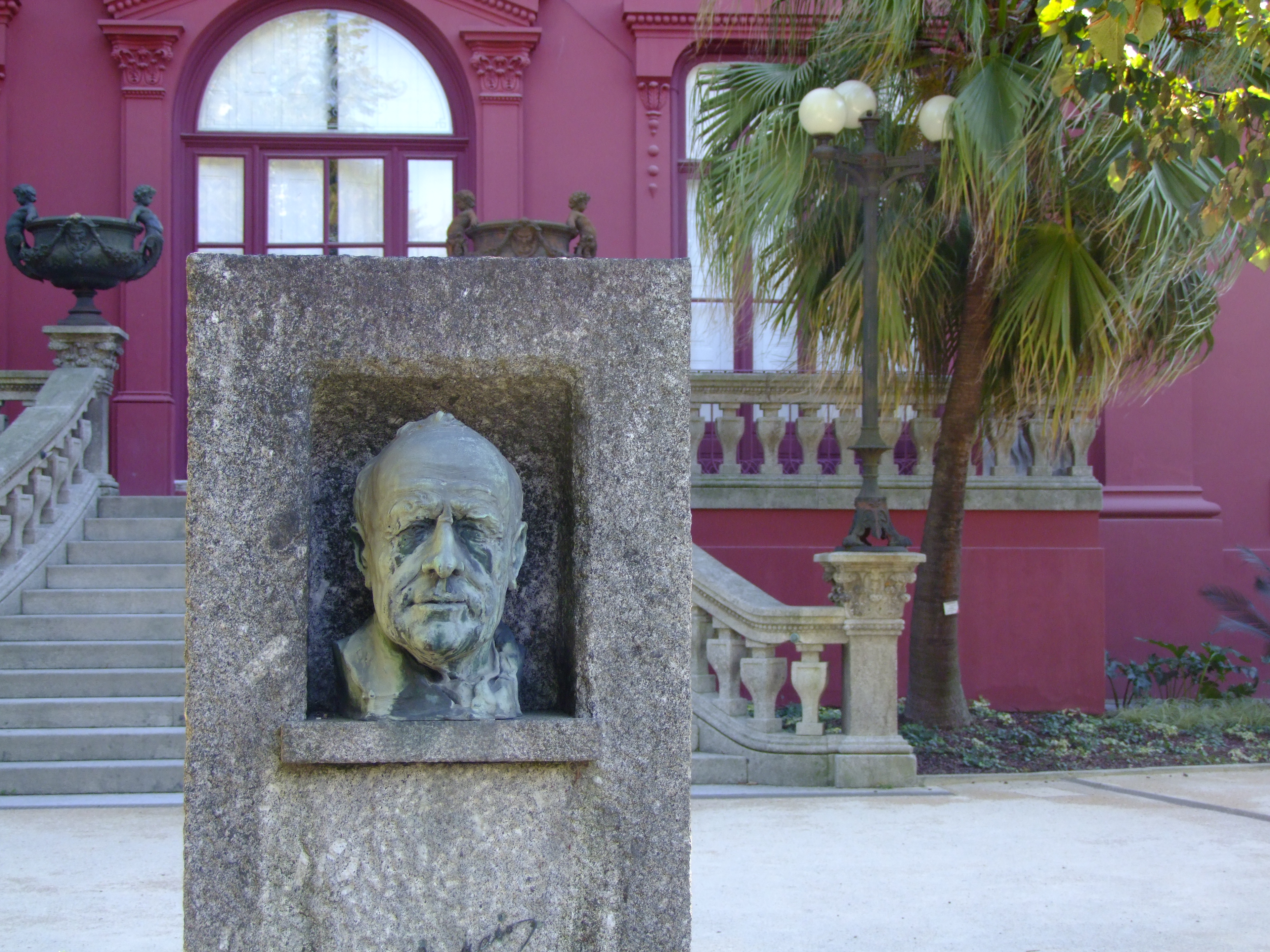
Buste du professeur Gonçalo Sampaio
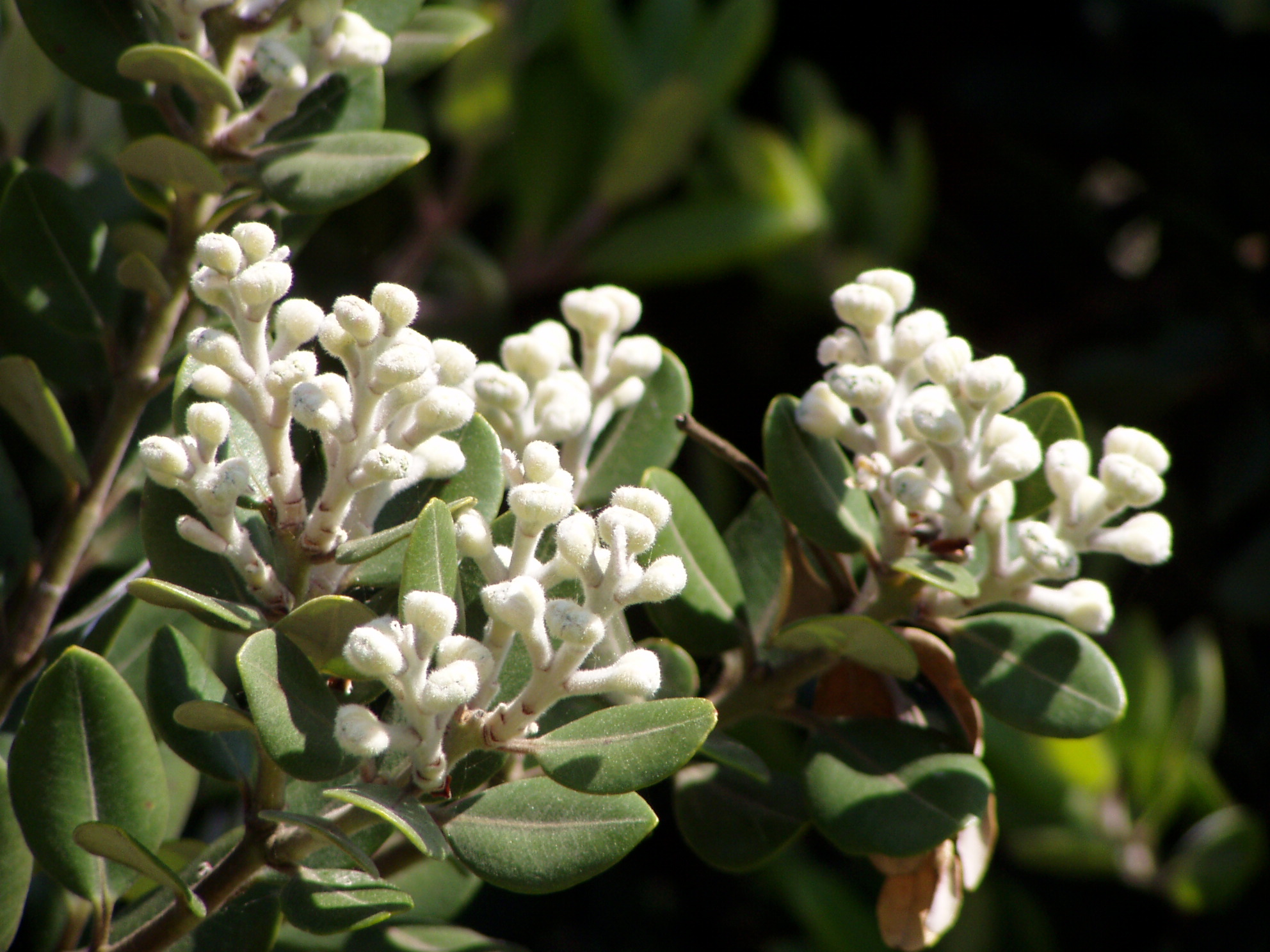
Boutons floraux de l'arbre de feu
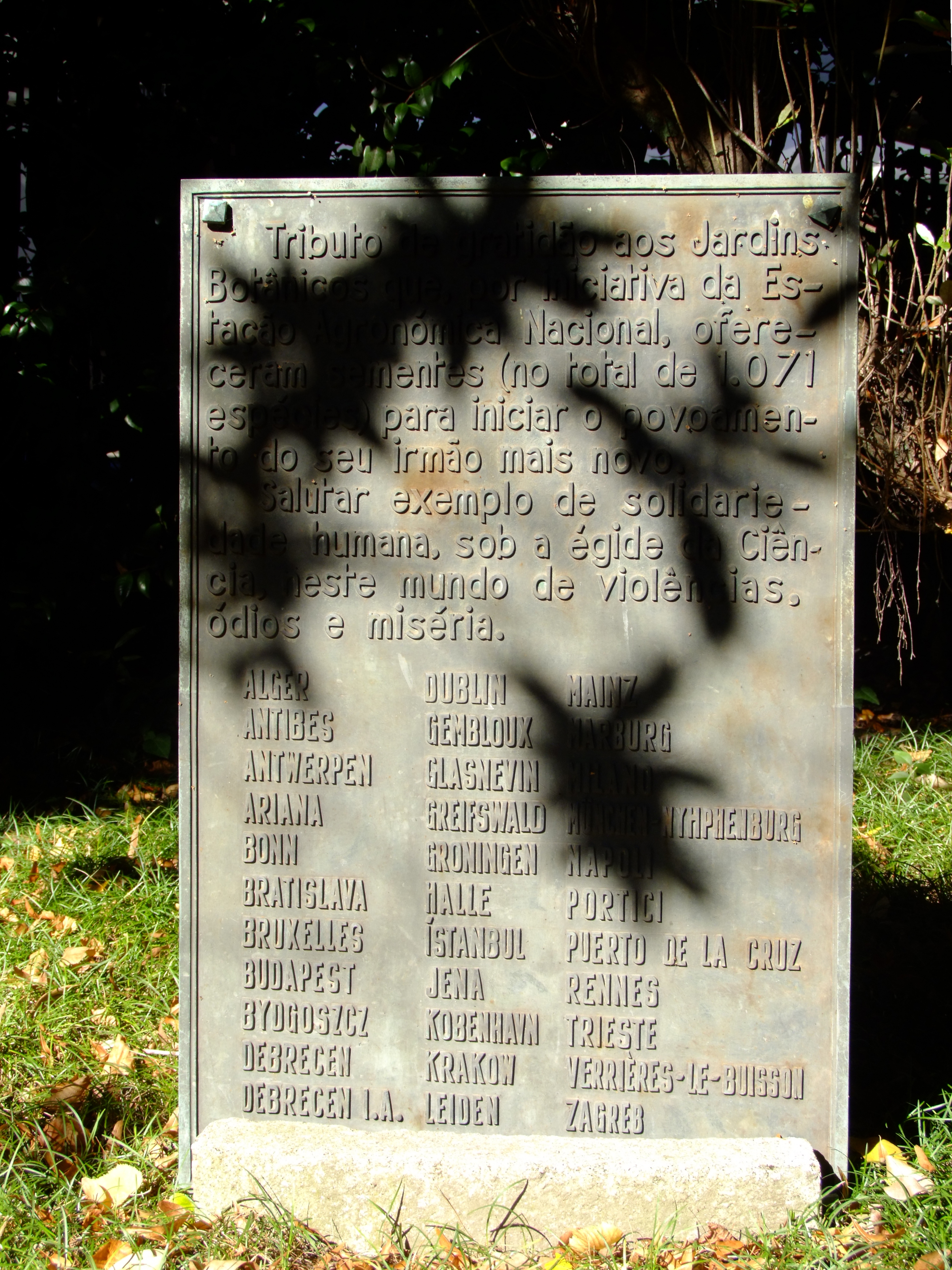
Hommage aux jardins botaniques donateurs
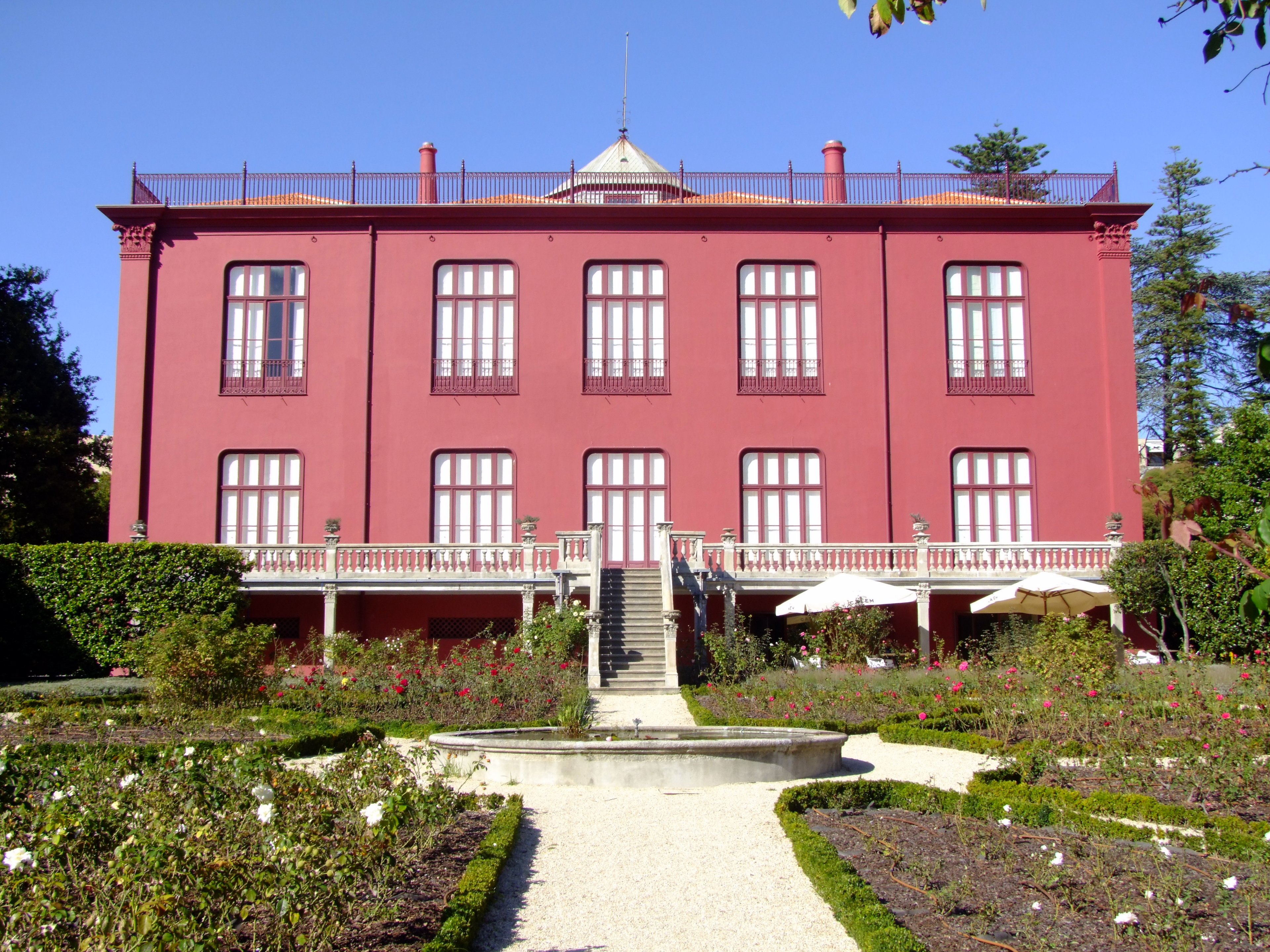
Roseraie